# Matěj Trnka
Matěj Trnka (23. března 1892 – ???) byl československý politik a meziválečný poslanec Národního shromáždění za Národní obec fašistickou.

## Biografie
Profesí byl rolníkem. Podle údajů z roku 1935 bydlel v Dunovicích, podle jiného zdroje v Kunovicích.
Za fašisty se v parlamentních volbách v roce 1935 stal poslancem Národního shromáždění. Poslanecké křeslo si oficiálně podržel do zrušení parlamentu roku 1939, přičemž v prosinci 1938 ještě přestoupil do poslaneckého klubu nově ustavené Strany národní jednoty.
Během druhé světové války působil ve výboru Národního souručenství v jižních Čechách.